# Hayden Christensen
Hayden Christensen (Vancouver, 1981. április 19. –) kanadai színész, producer. 
Színészi pályafutását tizenhárom évesen kezdte kanadai televíziós műsorokban, majd az 1990-es évek végétől amerikai produkciókban tűnt fel. A 2001-ben bemutatott Az élet háza című drámában nyújtott alakítását dicsérték a kritikusok, Christensen Golden Globe- és Screen Actors Guild-jelöléseket szerzett vele. Nemzetközi hírnévre Anakin Skywalker szerepében tett szert a Star Wars II. rész – A klónok támadása (2002) és a Star Wars III. rész – A sithek bosszúja (2005) című Csillagok háborúja-filmekben.
Későbbi filmjei közé tartozik az Éberség (2007), a Hipervándor (2008) és a Tökéletes bűnözők (2010).

## Filmográfia

### Film
| Év   | Magyar cím                                             | Eredeti cím                                  | Szerep                          | Magyar hang     |
| ---- | ------------------------------------------------------ | -------------------------------------------- | ------------------------------- | --------------- |
| 1995 | Az őrület torkában                                     | In the Mouth of Madness                      | újságosfiú                      | Simonyi Balázs  |
| 1995 | A dzsungel törvénye                                    | Street Law                                   | fiatal John Ryan                |                 |
| 1998 | Lázadj!                                                | The Hairy Bird                               | Tinka randipartnere             |                 |
| 1999 | Öngyilkos szüzek                                       | The Virgin Suicides                          | Jake Hill Conley                | Borbíró András  |
| 1999 | Szabadesés                                             | Free Fall                                    | Patrick Brennan                 |                 |
| 2001 | Az élet háza                                           | Life as a House                              | Sam Monroe                      | Hujber Ferenc   |
| 2002 | Star Wars II. rész – A klónok támadása                 | Star Wars: Episode II – Attack of the Clones | Anakin Skywalker                | Moser Károly    |
| 2003 | A hazugsággyáros                                       | Shattered Glass                              | Stephen Glass                   | Moser Károly    |
| 2004 | Star Wars VI. rész – A Jedi visszatér (DVD-újrakiadás) | Star Wars: Episode VI – Return of the Jedi   | Anakin Skywalker                | nem szólal meg  |
| 2005 | Star Wars III. rész – A sithek bosszúja                | Star Wars: Episode III – Revenge of the Sith | Anakin Skywalker / Darth Vader  | Moser Károly    |
| 2006 | Hullócsillag                                           | Factory Girl                                 | Billy Quinn                     | Moser Károly    |
| 2007 | Éberség                                                | Awake                                        | Clayton "Clay" Beresford, Jr.   | Markovics Tamás |
| 2007 | Szűzlányok ajándéka                                    | Virgin Territory                             | Lorenzo de Lamberti             | Moser Károly    |
| 2008 | Hipervándor                                            | Jumper                                       | David Rice                      | Moser Károly    |
| 2009 | Szeretlek, New York                                    | New York, I Love You                         | Ben                             | Barát Attila    |
| 2010 | Tökéletes bűnözők                                      | Takers                                       | AJ                              | Kovács Lehel    |
| 2010 | Eltűnések a 7. utcában                                 | Vanishing on 7th Street                      | Luke Ryder                      |                 |
| 2010 |                                                        | Quantum Quest: A Cassini Space Odyssey       | Jammer (hangja)                 |                 |
| 2014 | A becsület lovagjai                                    | Outcast                                      | Jacob                           | Moser Károly    |
| 2014 | Amerikai balhé                                         | American Heist                               | James Kelly                     | Moser Károly    |
| 2015 | 90 perc a mennyországban                               | 90 Minutes in Heaven                         | Don Piper                       | Rajkai Zoltán   |
| 2017 | Első gyilkosság                                        | First Kill                                   | Billy                           | Moser Károly    |
| 2018 |                                                        | The Last Man                                 | Kurt                            |                 |
| 2018 | Pizzarománc                                            | Little Italy                                 | Leo Campo                       | Moser Károly    |
| 2019 | Star Wars IX. rész – Skywalker kora                    | Star Wars: The Rise of Skywalker             | Anakin Skywalker (cameo hangja) | Moser Károly    |

### Televízió
| Év   | Magyar cím                                | Eredeti cím                             | Szerep                       | Megjegyzések                                            |
| ---- | ----------------------------------------- | --------------------------------------- | ---------------------------- | ------------------------------------------------------- |
| 1993 |                                           | Family Passions                         | Skip McDeere                 |                                                         |
| 1995 | Szerelem és árulás – Mia Farrow története | Love and Betrayal: The Mia Farrow Story | Fletcher                     | tévéfilm                                                |
| 1995 | Harrison Bergeron                         | Harrison Bergeron                       | Eric                         | - tévéfilm - magyar hangja: - Baradlay Viktor           |
| 1996 | Erősebb a szerelemnél                     | No Greater Love                         | Teddy Winfield               | tévéfilm                                                |
| 1996 | A vámpírzsaru                             | Forever Knight                          | Andre                        | 1 epizód                                                |
| 1997 | Libabőr                                   | Goosebumps                              | Zane                         | 1 epizód                                                |
| 1999 |                                           | Real Kids, Real Adventures              | Eli Goodner                  | 1 epizód                                                |
| 1999 |                                           | Are You Afraid of the Dark?             | Kirk                         | 1 epizód                                                |
| 1999 |                                           | The Famous Jett Jackson                 | Steven                       | 1 epizód                                                |
| 2000 | A lila köd fogságában                     | Trapped in a Purple Haze                | Orin Krieg                   | tévéfilm                                                |
| 2000 | Erdei Iskola                              | Higher Ground                           | Scott Barringer              | 22 epizód                                               |
| 2018 | Star Wars: Lázadók                        | Star Wars Rebels                        | Anakin Skywalker (hangja)    | 1 epizód                                                |
| 2022 | Obi-Wan Kenobi                            | Obi-Wan Kenobi                          | Darth Vader/Anakin Skywalker | - főszereplő (5 epizód) - magyar hangja: - Moser Károly |
| 2023 | Ahsoka                                    | Ahsoka                                  | Darth Vader/Anakin Skywalker | - 4 epizód - magyar hangja: - Moser Károly              |

### Vezető producerként
- 2014 – Tetves porontyok (Cooties)
- 2015 – Lady of Csejte
- 2016 – Standoff
- 2017 – The Tank

## Fontosabb díjak és jelölések
- 2023 - Critic's Choice Super-díj jelölés - Legjobb ellenség - Obi-Wan Kenobi
- 2022 - Szaturnusz-díj - a legjobb televíziós vendégszereplő - Obi-Wan Kenobi
- 2008 - Arany Málna díj jelölés - a legrosszabb páros - Éberség
- 2006 - Arany Málna díj - a legrosszabb férfi epizódszereplő - Star Wars III. rész – A sithek bosszúja
- 2006 - MTV Movie Award - a legjobb negatív szereplő - Star Wars III. rész – A Sith-ek bosszúja
- 2003 - Arany Málna díj - a legrosszabb férfi epizódszereplő - Star Wars II. rész – A klónok támadása
- 2003 - Arany Málna díj jelölés - a legrosszabb páros - Star Wars II. rész – A klónok támadása
- 2002 - Golden Globe-díj jelölés - a legjobb férfi epizódszereplő - Az élet háza
- 2002 - Chopard Trófea - a cannes-i fesztivál férfi felfedezettjeként
- 2001 - Amerikai Filmkritikusok Díja - Legjobb áttörő alakítás - Az élet háza
- 2001 - Young Hollywood Award - „Akire érdemes odafigyelni” - férfi

## Fordítás
- Ez a szócikk részben vagy egészben  a   Hayden Christensen című angol Wikipédia-szócikk fordításán alapul.  Az eredeti cikk szerkesztőit annak laptörténete sorolja fel. Ez a jelzés csupán a megfogalmazás eredetét és a szerzői jogokat jelzi, nem szolgál a cikkben szereplő információk forrásmegjelöléseként.